# Allomacrus jakuticus
Allomacrus jakuticus är en stekelart som beskrevs av Humala 2002. Allomacrus jakuticus ingår i släktet Allomacrus och familjen brokparasitsteklar. Inga underarter finns listade i Catalogue of Life.